# William Francis Ainsworth
William Francis Ainsworth (* 5. November 1807 in Exeter; † 27. November 1896 in Hammersmith) war ein  bedeutender Erforscher Vorderasiens.

## Leben und Wirken
Er belegte ein Medizinstudium in Schottland und unternahm geologische Forschungen in den Pyrenäen. 1835 war er Teilnehmer einer Euphratexpedition und 1838 einer Kleinasien-/Kurdistanexpedition.
Ainsworth erwarb sich geographische Verdienste um die Wiederauffindung mehrerer antiker Orte. So fand er 1835 beispielsweise die Stadt Borsippa südlich von Babylon. Im Auftrag der Londoner Geographischen Gesellschaft zeichnete er 1840 zum ersten Mal die genaue Uferlinie des Flusses Halys auf. Ainsworth war auch einer der ersten Reisenden, die Kurdistan besuchten und Nachrichten über die assyrischen Christen (Nestorianer bzw. Chaldäer) und über Jesiden nach Europa brachte.
Ainsworths Arbeit fand Anerkennung bei Geographen und Ethnologen seiner Zeit. Von Carl Ritter, Heinrich Kiepert oder Hermann Johann Christian Weissenborn wurde er mehrfach zitiert.

## Ehrungen
Nach Ainsworth ist die Pflanzengattung Ainsworthia Boiss. 1844 aus der Familie der Doldenblütler (Apiaceae) benannt.  Sie wird heute oft zu Tordylium L. gestellt.

## Publikationen
- An account of the caves of Ballybunian, County of Kerry. William Curry, Jun, and Company, Dublin u. a. 1834, (Digitalisat).
- Researches in Assyria, Babylonia, and Chaldæa. John W. Parker, London 1838, (Digitalisat).
- Travels and Researches in Asia Minor, Mesopotamia, Chaldea, and Armenia. 2 Bände. John W. Parker, London 1842, (Digitalisate: Bd. 1, Bd. 2).
- The Claims of the Christian Aborigines of the Turkish or Osmanli Empire. Upon Civilized Nations. Cunningham & Mortimer, London 1843, (Digitalisat).
- Travels in the track of the ten thousand Greeks. John W. Parker, London 1844, (Digitalisat).
- A Personal Narrative of the Euphrates Expedition. 2 Bände. Kegan Paul, Trench, & Co., London 1888, (Digitalisate: Bd. 1, Bd. 2).

Zusammen mit seinem Cousin William Harrison Ainsworth gab er das The New Monthly Magazine heraus.